# نيسيفور سوغلو
نيسيفور سوغلو (بالفرنسية: Nicéphore Soglo)‏ (و. 1934 – م) هو سياسي، وعالم اقتصاد من بنين ولد في لومي. انتخب رئيسا لجمهورية بنين لفترة رئاسية واحدة بين عامي 1991 و1996.

## التعليم
تعلم في جامعة باريس، والمدرسة الوطنية للإدارة.

## روابط خارجية
- نيسيفور سوغلو على موقع الموسوعة البريطانية (الإنجليزية)
- نيسيفور سوغلو على موقع مونزينجر (الألمانية)